# Charkid Zagretdinov
Charkid Zagretdinov (également Sakhid, tatar : Şəhit Zahretdinov) (né le 15 novembre 1958, à Staroe Kadeevo, en République du Tatarstan, une des Républiques autonomes de l'URSS située en République socialiste fédérative soviétique de Russie ) est un coureur cycliste soviétique. Membre de l'équipe de l'Union soviétique, il y tient durant 4 à 5 saisons un rôle de premier plan. Sa plus grande victoire est celle obtenue en 1981 lors de la 34e édition de la Course de la Paix.

## Biographie
Au terme de la 34e édition de la Course de la Paix, Robert Pajot, l'envoyé spécial du Quotidien sportif français L'Équipe titrait l'un de ses articles: Qui est Zagretdinov ?. De "format athlétique", 1,80 m pour 75 kg, licencié au Dynamo de Tachkent, en Ouzbékistan, Charkid (ou Shakid) Zagretdinov commence la compétition cycliste à l'âge de 14 ans. Il faisait auparavant de la natation, où il a acquis la discipline de l'entraînement sportif. Étudiant à l'Institut des sports de Tachkent, après être passé par le centre de formation des cyclistes de Kouibychev en 1978, il entre dans l'équipe soviétique et remporte une étape au Tour de Luxembourg. Il reste au premier plan du cyclisme soviétique jusqu'en 1982. Durant ces cinq années, il participe à de nombreuses courses, dont certaines sont "open" : Tour du Luxembourg, Circuit de la Sarthe. En ces occasions, Zagretdinov, comme nombre de coureurs soviétiques, rivalise très honorablement avec les coureurs professionnels.

### Le succès dans la Course de la Paix 1981
L'année 1981 est celle où l'on découvre ce coureur. Comme son coéquipier Youri Barinov, il connaît peu de "temps morts" dans la saison. La Course de la Paix permet une démonstration tant de sa part, que de l'équipe soviétique. Vainqueur de la 6e étape, à Prague, il s'empare du "maillot jaune", le conforte en gagnant à Lodz la 12e étape, et ne le quitte plus jusqu'à l'arrivée finale à Varsovie, où il se permet d'y remporter aussi l'étape reine, la dernière. L'URSS réalise le triplé au classement général : Charkid Zagretdinov, 1er, Sergueï Soukhoroutchenkov 2e et Ivan Mitchenko 3e.
Ces trois coureurs, aidés d'un quatrième homme, Oleg Logvine, réalisent un exploit : lors de la 10e étape, au cours de laquelle la course ralliait Mladá Boleslav en Tchécoslovaquie, à Walbrych en Pologne, ils mettent à profit une échappée initiale de Soukhoroutchenkov pour former un groupe de 4 fuyards et tel un quatuor contre la montre, triomphent en prenant 2 minutes et 34 secondes à l'ensemble du peloton
La saison 1982 n'est pas moins riche en succès pour le coureur de Tachkent, qui cumule les victoires d'étapes.

## Palmarès
- 1978
  - 2e étape du Tour de Luxembourg
  - 2e du Sealink International Grand Prix[6]
  - 2e de la course Košice-Tatry-Košice[7]
- 1979
  - 6e étape du Tour de RDA
  - 2e du Grand Prix d'Annaba
- 1980
  - 13eb étape de la Course de la Paix[8]
- 1981
  - Course de la Paix :
    - Classement général
    - 5e, 10e et 11eb étapes[9]

  - 4e étape de la Coors Classic
  - 7e étape du Tour de Sotchi
  - 1re et 2e étapes du Circuit de la Sarthe
  - 2e, 4e et 6eb étapes du Tour des régions italiennes
  - 3e étape du Tour de Luxembourg
  - 6e étape du Tour de Slovaquie
  - 3e du Circuit de la Sarthe
  - 3e du Gran Premio della Liberazione
- 1982
  - 3e étape du Tour de Sotchi
  - 6e et 7e étapes de la Course de la Paix
  - 2e étape du Tour du Vaucluse
  - 1re étape du Tour des régions italiennes
  - 4e, 8e et 11e étapes du Tour d'Italie espoirs[10]
  - Piccola Tre Valli Varesine
  - 2e de la Course de la Paix[11]
- 1984
  - 3e étape du Circuit de la Sarthe

### Autres résultats
- 1978
  - 4e du Tour de Luxembourg
  - 77e du championnat du monde amateurs sur route
- 1979
  - 23e du Tour de Luxembourg
- 1980
  - 11e de la Course de la Paix[9]
  - 24e du Tour de Luxembourg
- 1981
  - 4e de la Palme d'or "Merlin-Plage" internationale
  - 4e du Tour des régions italiennes
  - 5e du Tour de Luxembourg
  - 77e du championnat du monde amateurs sur route
- 1982
  - 13e du Circuit de la Sarthe

### Distinctions
- 1981 : "Honoré Maître des sports" (cyclisme) de l'URSS